# Rosa de Montúfar

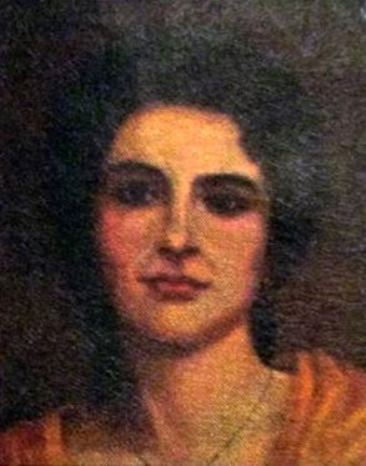
Rosa de Montúfar

Rosa de Montúfar, född 1783, död 1862, var en ecuadoriansk frihetshjältinna.  
Hon var dotter till frihetshjälten Juan Pío Montúfar, som var medlem av rebellregeringen i Ecuador under frihetskampen 1809. När fadern fängslades blev hon den enda familjemedlemmen som inte var efterlyst, och skötte själv förhandlingarna med myndigheterna och skydda egendomen från att bli konfiskerad. Hon lyckades också hjälpa fadern att rymma ur fängelset. När fadern tillfångatogs för andra gången 1813 gjorde hon ytterligare ett försök att hjälpa honom att rymma, denna gång dock utan framgång. Hon anslöt sig till Simon Bolivar, vars kamp hon finansierade, och hjälpte vid flera tillfällen politiska fångar att fly. 